# Freziera suberosa
Freziera suberosa là một loài thực vật thuộc họ Theaceae. Loài này có ở Colombia và Ecuador.